# Skobelewo (obwód Łowecz)
Skobelewo (bułg. Скобелево) – wieś w północnej Bułgarii, w obwodzie Łowecz, w gminie Łowecz.